# Паленсия
 Тази статия е за града в Испания.  За провинцията вижте Паленсия (провинция).  
Палѐнсия (на испански: Palencia, [paˈlenθja]) е град в северна Испания, административен център на провинция Паленсия в автономната област Кастилия и Леон. Населението му е около 76 000 души (2023).
Разположен е на 749 метра надморска височина на платото Месета, на 43 километра северно от Валядолид и на 80 километра югозападно от Бургос. Селището съществува от Античността, когато е главният град на келтиберийския народ вакцеи. В началото на XIII век в града е създаден първият в Испания университет, който обаче е закрит няколко десетилетия по-късно. Днес в Паленсия се намира автомобилен завод на френския производител „Рено“.

## Известни личности
Родени в Паленсия
- Бланш Кастилска (1188 – 1255), кралица на Франция
- Рамон Калдерон (р. 1951), бизнесмен
- Хорхе Манрике (1440 – 1479), поет

Починали в Паленсия
- Беренгела Барселонска (1116 – 1149), кралица
- Енрике I (1204 – 1217), крал